# بطولة أوروبا لكرة اليد للرجال 1998
أقيمت بطولة أوروبا لكرة اليد للرجال 1998 في مدينتي ميرانو وبولسانو في إيطاليا خلال الفترة من 29 مايو إلى 7 يونيو في عام 1998.

## الترتيب النهائي
1. السويد
2. إسبانيا
3. ألمانيا
4. روسيا
5. صربيا والجبل الأسود
6. المجر
7. فرنسا
8. كرواتيا
9. ليتوانيا
10. جمهورية التشيك
11. إيطاليا
12. مقدونيا